# Claus Gehrke
Claus Gehrke (ur. 6 kwietnia 1942 w Berlinie) – niemiecki biathlonista reprezentujący RFN. 

## Kariera sportowa
W 1974 roku wystąpił na mistrzostwach świata w Mińsku, gdzie zajął 20. miejsce w biegu indywidualnym i szóste w sztafecie. Był też między innymi ósmy w sztafecie podczas mistrzostw świata w Anterselvie w 1975 roku oraz ósmy w sprincie na mistrzostwach świata w Anterselvie rok później. Brał również udział w igrzyskach olimpijskich w Innsbrucku w 1976 roku, plasując się na czwartej pozycji w sztafecie. Nigdy nie wystartował w zawodach Pucharu Świata.

## Osiągnięcia

### Igrzyska olimpijskie
| Rok  | Miejscowość | Konkurencje | Konkurencje | Konkurencje | Konkurencje | Konkurencje | Konkurencje | Konkurencje |
| Rok  | Miejscowość | IN          | SP          | PU          | MS          | RL          | MR          | SR          |
| ---- | ----------- | ----------- | ----------- | ----------- | ----------- | ----------- | ----------- | ----------- |
| 1976 | Innsbruck   | –           | nd.         | nd.         | nd.         | 4.          | nd.         | –           |

### Mistrzostwa świata
| Rok  | Miejscowość | Konkurencje | Konkurencje | Konkurencje | Konkurencje | Konkurencje | Konkurencje | Konkurencje |
| Rok  | Miejscowość | IN          | SP          | PU          | MS          | RL          | MR          | SR          |
| ---- | ----------- | ----------- | ----------- | ----------- | ----------- | ----------- | ----------- | ----------- |
| 1974 | Mińsk       | 20.         | –           | nd.         | nd.         | 6.          | nd.         | –           |
| 1975 | Anterselva  | 35.         | –           | nd.         | nd.         | 8.          | nd.         | –           |
| 1976 | Anterselva  | nd.         | 8.          | nd.         | nd.         | nd.         | nd.         | –           |
| 1977 | Vingrom     | 39.         | –           | nd.         | nd.         | –           | nd.         | –           |